# Apanteles oidaematophori
Apanteles oidaematophori är en stekelart som beskrevs av Muesebeck 1929. Apanteles oidaematophori ingår i släktet Apanteles och familjen bracksteklar. Inga underarter finns listade i Catalogue of Life.